# The Gift (Susan Boyle)
The Gift is het tweede studioalbum van Susan Boyle. Zij kondigde al vrij vroeg aan dat de muziek op de opvolger van I Dreamed a Dream dichter bij haar zou staan. Uiteindelijk bleek het te gaan om een muziekalbum met kerstliederen. In de eerste week na uitgifte bestormde het album de albumlijsten in diverse landen, waaronder ook weer Nederland.
Voorafgaand op het album stelde Boyle een wedstrijd in voor degene die een mooie uitvoering van Stille nacht op YouTube zou zetten, de winnaar won als prijs een duet met Boyle. Amber Stassi uit New York won de wedstrijd.
Alhoewel het publiek direct wegliep met het album waren niet alle critici even positief.

## Muziek
| Nr. | Titel                                                                        | Duur |
| --- | ---------------------------------------------------------------------------- | ---- |
| 1.  | Perfect Day (Lou Reed)                                                       | 4:31 |
| 2.  | Hallelujah (Leonard Cohen)                                                   | 3:53 |
| 3.  | Do You Hear What I Hear? met Stassi (Noël Regney, Gloria Shayne Baker)       | 3:55 |
| 4.  | Don't Dream It's Over (Neil Finn)                                            | 3:47 |
| 5.  | The First Noel (traditioneel, arrangement Steve Mac, David Arch)             | 2:59 |
| 6.  | O Holy Night (idem)                                                          | 4:04 |
| 7.  | Away in a Manger (idem)                                                      | 2:56 |
| 8.  | Make Me a Channel of Your Peace (traditioneel, arrangement Sebastian Temple) | 4:24 |
| 9.  | Auld Lang Syne (traditioneel, arrangment Mac en Arch)                        | 2:45 |
| 10. | O Come All Ye Faithful (idem)                                                | 2:06 |

Het album kwam in de Nederlands Album Top 100 binnen op nummer 1 op 13 november 2010; in Vlaanderen deed men het rustiger met positie 36 in de Ultratop 100. Andere landen waar het album scoorde: Australië, Nieuw-Zeeland (ook binnen op positie 1), Oostenrijk, Verenigd Koninkrijk (binnen op 1), Verenigde Staten (binnen op 1)  Zweden, Zwitserland.

## Hitnoteringen

### NederlandseAlbum Top 100
| Hitnotering: 13-11-2010 t/m 12-03-2011 | Hitnotering: 13-11-2010 t/m 12-03-2011 | Hitnotering: 13-11-2010 t/m 12-03-2011 | Hitnotering: 13-11-2010 t/m 12-03-2011 | Hitnotering: 13-11-2010 t/m 12-03-2011 | Hitnotering: 13-11-2010 t/m 12-03-2011 | Hitnotering: 13-11-2010 t/m 12-03-2011 | Hitnotering: 13-11-2010 t/m 12-03-2011 | Hitnotering: 13-11-2010 t/m 12-03-2011 | Hitnotering: 13-11-2010 t/m 12-03-2011 | Hitnotering: 13-11-2010 t/m 12-03-2011 | Hitnotering: 13-11-2010 t/m 12-03-2011 | Hitnotering: 13-11-2010 t/m 12-03-2011 | Hitnotering: 13-11-2010 t/m 12-03-2011 | Hitnotering: 13-11-2010 t/m 12-03-2011 | Hitnotering: 13-11-2010 t/m 12-03-2011 | Hitnotering: 13-11-2010 t/m 12-03-2011 | Hitnotering: 13-11-2010 t/m 12-03-2011 | Hitnotering: 13-11-2010 t/m 12-03-2011 | Hitnotering: 13-11-2010 t/m 12-03-2011 |
| Week:                                  | 1                                      | 2                                      | 3                                      | 4                                      | 5                                      | 6                                      | 7                                      | 8                                      | 9                                      | 10                                     | 11                                     | 12                                     | 13                                     | 14                                     | 15                                     | 16                                     | 17                                     | 18                                     |                                        |
| -------------------------------------- | -------------------------------------- | -------------------------------------- | -------------------------------------- | -------------------------------------- | -------------------------------------- | -------------------------------------- | -------------------------------------- | -------------------------------------- | -------------------------------------- | -------------------------------------- | -------------------------------------- | -------------------------------------- | -------------------------------------- | -------------------------------------- | -------------------------------------- | -------------------------------------- | -------------------------------------- | -------------------------------------- | -------------------------------------- |
| Positie:                               | 1                                      | 9                                      | 11                                     | 14                                     | 10                                     | 6                                      | 5                                      | 5                                      | 17                                     | 23                                     | 30                                     | 36                                     | 62                                     | 71                                     | 82                                     | 67                                     | 100                                    | 84                                     | uit                                    |

### VlaamseUltratop 100Albums
| Hitnotering: (Week 1 t/m 25) 13-11-2010 t/m 30-04-2011 Hitnotering: (Week 26 t/m 27) 14-05-2011 t/m 21-05-2011 Hitnotering: (Week 28) 18-06-2011 | Hitnotering: (Week 1 t/m 25) 13-11-2010 t/m 30-04-2011 Hitnotering: (Week 26 t/m 27) 14-05-2011 t/m 21-05-2011 Hitnotering: (Week 28) 18-06-2011 | Hitnotering: (Week 1 t/m 25) 13-11-2010 t/m 30-04-2011 Hitnotering: (Week 26 t/m 27) 14-05-2011 t/m 21-05-2011 Hitnotering: (Week 28) 18-06-2011 | Hitnotering: (Week 1 t/m 25) 13-11-2010 t/m 30-04-2011 Hitnotering: (Week 26 t/m 27) 14-05-2011 t/m 21-05-2011 Hitnotering: (Week 28) 18-06-2011 | Hitnotering: (Week 1 t/m 25) 13-11-2010 t/m 30-04-2011 Hitnotering: (Week 26 t/m 27) 14-05-2011 t/m 21-05-2011 Hitnotering: (Week 28) 18-06-2011 | Hitnotering: (Week 1 t/m 25) 13-11-2010 t/m 30-04-2011 Hitnotering: (Week 26 t/m 27) 14-05-2011 t/m 21-05-2011 Hitnotering: (Week 28) 18-06-2011 | Hitnotering: (Week 1 t/m 25) 13-11-2010 t/m 30-04-2011 Hitnotering: (Week 26 t/m 27) 14-05-2011 t/m 21-05-2011 Hitnotering: (Week 28) 18-06-2011 | Hitnotering: (Week 1 t/m 25) 13-11-2010 t/m 30-04-2011 Hitnotering: (Week 26 t/m 27) 14-05-2011 t/m 21-05-2011 Hitnotering: (Week 28) 18-06-2011 | Hitnotering: (Week 1 t/m 25) 13-11-2010 t/m 30-04-2011 Hitnotering: (Week 26 t/m 27) 14-05-2011 t/m 21-05-2011 Hitnotering: (Week 28) 18-06-2011 | Hitnotering: (Week 1 t/m 25) 13-11-2010 t/m 30-04-2011 Hitnotering: (Week 26 t/m 27) 14-05-2011 t/m 21-05-2011 Hitnotering: (Week 28) 18-06-2011 | Hitnotering: (Week 1 t/m 25) 13-11-2010 t/m 30-04-2011 Hitnotering: (Week 26 t/m 27) 14-05-2011 t/m 21-05-2011 Hitnotering: (Week 28) 18-06-2011 | Hitnotering: (Week 1 t/m 25) 13-11-2010 t/m 30-04-2011 Hitnotering: (Week 26 t/m 27) 14-05-2011 t/m 21-05-2011 Hitnotering: (Week 28) 18-06-2011 | Hitnotering: (Week 1 t/m 25) 13-11-2010 t/m 30-04-2011 Hitnotering: (Week 26 t/m 27) 14-05-2011 t/m 21-05-2011 Hitnotering: (Week 28) 18-06-2011 | Hitnotering: (Week 1 t/m 25) 13-11-2010 t/m 30-04-2011 Hitnotering: (Week 26 t/m 27) 14-05-2011 t/m 21-05-2011 Hitnotering: (Week 28) 18-06-2011 | Hitnotering: (Week 1 t/m 25) 13-11-2010 t/m 30-04-2011 Hitnotering: (Week 26 t/m 27) 14-05-2011 t/m 21-05-2011 Hitnotering: (Week 28) 18-06-2011 | Hitnotering: (Week 1 t/m 25) 13-11-2010 t/m 30-04-2011 Hitnotering: (Week 26 t/m 27) 14-05-2011 t/m 21-05-2011 Hitnotering: (Week 28) 18-06-2011 | Hitnotering: (Week 1 t/m 25) 13-11-2010 t/m 30-04-2011 Hitnotering: (Week 26 t/m 27) 14-05-2011 t/m 21-05-2011 Hitnotering: (Week 28) 18-06-2011 |
| Week: | 1 | 2 | 3 | 4 | 5 | 6 | 7 | 8 | 9 | 10 | 11 | 12 | 13 | 14 | 15 | 16 |
| --- | --- | --- | --- | --- | --- | --- | --- | --- | --- | --- | --- | --- | --- | --- | --- | --- |
| Positie: | 36 | 3 | 3 | 4 | 6 | 2 | 2 | 3 | 2 | 8 | 13 | 19 | 22 | 26 | 30 | 37 |
| Week: | 17 | 18 | 19 | 20 | 21 | 22 | 23 | 24 | 25 | | 26 | 27 | | 28 | | |
| Positie: | 38 | 42 | 66 | 50 | 68 | 72 | 83 | 86 | 98 | uit | 85 | 100 | uit | 81 | uit | |